# أرشبولدية
الأرشبولدية (الاسم العلمي: Archboldia)، جنس طيور من فصيلة طيور التعريشة. سُمي الجنس على عالم الحيوان الأمريكي ريتشارد أرشبولد.

## الأنواع
- Archboldia papuensis - طائر التعريشة أرشبولد.
- Archboldia sanfordi - طائر التعريشة سانفورد.

## روابط خارجية
- ITES